# كرالييفو
كرالييفو (بالصربية:Краљево) هي مدينة وبلدية تقع في وسط صربيا.بنيت المدينة بجانب نهر ايبار، على بعد 7كم غرب الاتقاء مع مورافاzapadna في وسط هذا الوادي من المرتفعات بين جبال كوتلينك في الشمال وجبال ستولوف في الجنوب.
في عام (2002) كان عدد سكان المدينة 65.124 نسمة (البلدية 121.707) فهي المركز الإداري لمقاطعة راسكا. تتكون المدينة من 16 مستوطنة.
في عام 1991 كان عدد سكان كرالييفو 80.559 نسمة بسسب عدد اللاجئين من كوسوفو الذي يقدر ب(18.500) والبوسنة والهرسك. الآن سكان كرالييفو يقدر عددهم قريب من 100.000.

## التسمية
كانت تعرف سابقا باسم رودو بوليي (Рудо Поље)، Karanovac (Карановац) وRankovićevo (Ранковићево)، وكرالييفو حصلت على اسمها الحالى، مما يدل على "الملك تاون"، من جامعة الملك ميلان (1868-1889)، الذي جعل بها أسقفية، بدلا من اسقفية تشاتشاك على بعد 35 كيلومترا شمال غرب البلاد.

## المناخ
يظهر الجدول التالي التغييرات المناخية على مدار السنة لكرالييفو:
| البيانات المناخية لـكرالييفو                           | البيانات المناخية لـكرالييفو | البيانات المناخية لـكرالييفو | البيانات المناخية لـكرالييفو | البيانات المناخية لـكرالييفو | البيانات المناخية لـكرالييفو | البيانات المناخية لـكرالييفو | البيانات المناخية لـكرالييفو | البيانات المناخية لـكرالييفو | البيانات المناخية لـكرالييفو | البيانات المناخية لـكرالييفو | البيانات المناخية لـكرالييفو | البيانات المناخية لـكرالييفو | البيانات المناخية لـكرالييفو |
| الشهر                                                  | يناير                        | فبراير                       | مارس                         | أبريل                        | مايو                         | يونيو                        | يوليو                        | أغسطس                        | سبتمبر                       | أكتوبر                       | نوفمبر                       | ديسمبر                       | المعدل السنوي                |
| ------------------------------------------------------ | ---------------------------- | ---------------------------- | ---------------------------- | ---------------------------- | ---------------------------- | ---------------------------- | ---------------------------- | ---------------------------- | ---------------------------- | ---------------------------- | ---------------------------- | ---------------------------- | ---------------------------- |
| الدرجة القصوى °م (°ف)                                  | 20.0 (68.0)                  | 23.4 (74.1)                  | 30.3 (86.5)                  | 32.1 (89.8)                  | 34.6 (94.3)                  | 39.2 (102.6)                 | 43.6 (110.5)                 | 41.0 (105.8)                 | 37.3 (99.1)                  | 32.8 (91.0)                  | 28.6 (83.5)                  | 22.0 (71.6)                  | 43.6 (110.5)                 |
| متوسط درجة الحرارة الكبرى °م (°ف)                      | 4.4 (39.9)                   | 7.2 (45.0)                   | 12.4 (54.3)                  | 17.9 (64.2)                  | 22.9 (73.2)                  | 25.9 (78.6)                  | 28.4 (83.1)                  | 28.6 (83.5)                  | 23.7 (74.7)                  | 18.1 (64.6)                  | 10.9 (51.6)                  | 5.4 (41.7)                   | 17.2 (63.0)                  |
| المتوسط اليومي °م (°ف)                                 | 0.3 (32.5)                   | 2.3 (36.1)                   | 6.8 (44.2)                   | 11.8 (53.2)                  | 16.7 (62.1)                  | 19.8 (67.6)                  | 21.8 (71.2)                  | 21.5 (70.7)                  | 16.8 (62.2)                  | 11.8 (53.2)                  | 6.0 (42.8)                   | 1.6 (34.9)                   | 11.5 (52.7)                  |
| متوسط درجة الحرارة الصغرى °م (°ف)                      | −3.2 (26.2)                  | −2.0 (28.4)                  | 1.7 (35.1)                   | 5.9 (42.6)                   | 10.5 (50.9)                  | 13.7 (56.7)                  | 15.1 (59.2)                  | 15.0 (59.0)                  | 11.1 (52.0)                  | 6.8 (44.2)                   | 2.0 (35.6)                   | −1.7 (28.9)                  | 6.2 (43.2)                   |
| أدنى درجة حرارة °م (°ف)                                | −24.0 (−11.2)                | −23.6 (−10.5)                | −14.4 (6.1)                  | −6.3 (20.7)                  | −1.6 (29.1)                  | 2.9 (37.2)                   | 7.0 (44.6)                   | 3.1 (37.6)                   | −1.8 (28.8)                  | −5.6 (21.9)                  | −17.4 (0.7)                  | −19.2 (−2.6)                 | −24.0 (−11.2)                |
| الهطول مم (إنش)                                        | 45.1 (1.78)                  | 45.4 (1.79)                  | 52.9 (2.08)                  | 62.6 (2.46)                  | 71.2 (2.80)                  | 92.2 (3.63)                  | 76.8 (3.02)                  | 64.9 (2.56)                  | 59.1 (2.33)                  | 57.3 (2.26)                  | 56.6 (2.23)                  | 56.1 (2.21)                  | 740.3 (29.15)                |
| متوسط أيام هطول الأمطار (≥ 0.1 mm)                     | 13                           | 13                           | 13                           | 13                           | 14                           | 13                           | 10                           | 9                            | 10                           | 10                           | 11                           | 14                           | 143                          |
| متوسط الأيام المثلجة                                   | 9                            | 9                            | 6                            | 1                            | 0                            | 0                            | 0                            | 0                            | 0                            | 0                            | 4                            | 8                            | 37                           |
| متوسط الرطوبة النسبية (%)                              | 81                           | 75                           | 69                           | 66                           | 69                           | 70                           | 68                           | 68                           | 74                           | 77                           | 79                           | 83                           | 73                           |
| ساعات سطوع الشمس الشهرية                               | 57.6                         | 86.6                         | 133.3                        | 160.3                        | 214.3                        | 225.8                        | 267.1                        | 257.5                        | 181.3                        | 137.3                        | 76.8                         | 44.8                         | 1٬841٫8                      |
| المصدر: Republic Hydrometeorological Service of Serbia |                              |                              |                              |                              |                              |                              |                              |                              |                              |                              |                              |                              |                              |

## توأمة
لكرالييفو اتفاقيات توأمة مع كل من:
- Sainte-Foy-lès-Lyon [الإنجليزية]‏
- زندنهورست
- اللد
- جلونا غورا
- ماريبور
- Kotor Varoš [الإنجليزية]‏

## أعلام
- ألكساندر بيتاكوفتش
- ألكسندر لوكوفيتش
- نيناد كرستيتش
- نيناد كوفاتشيفيتش
- ديان ليكيتش
- ميلان دوديتش